# 中台運動公園
中台運動公園（なかだいうんどうこうえん）は、千葉県成田市にある市営の総合運動公園である。中台運動公園陸上競技場、中台運動公園球技場などの施設を有する。

## 概要

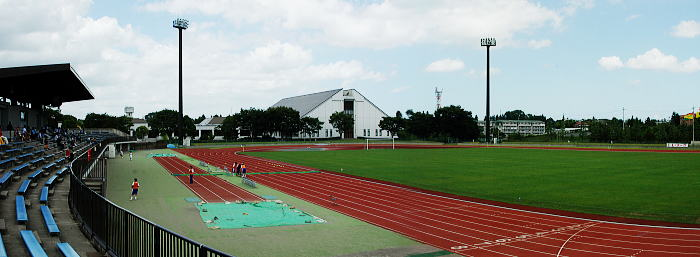
陸上競技場

1973年にオープンし、中台球場が開場した。また、同年開催の国民体育大会（若潮国体）の秋季会場として利用された。成田駅から徒歩10分圏内と好立地に位置し、全国大会などの会場となることも多い。2002 FIFAワールドカップでは、ナイジェリア、ドイツ代表の公式練習会場としても利用された。道路網などの交通の便にも恵まれているため、アメトーーク（テレビ朝日系列）の「運動神経悪い芸人」「芸人体当たりシミュレーション」や、ロンドンハーツ（テレビ朝日系列）の「スポーツテスト」などといった、バラエティー番組の体力系企画のロケ地としても度々使用されている。
2009年4月1日、2014年3月31日までの年間700万円で5年契約で、楽器や業務用音響機器を販売する地元企業のサウンドハウスが命名権を取得した。これにより、本施設の呼称は中台運動公園から「サウンドハウス・スポーツセンター」に変更された。また、同時に公園内の各施設の呼称も変更された（球技場とテニスコートは除く）。しかし、2010年11月開催の市民マラソンイベントに参加したサウンドハウスの社員から、同イベントのパンフレットでの施設名の表記が契約に反する（本来であれば「サウンドハウススポーツセンター」の表記のみを使うべきを、誤って命名権名称と正式名の「中台運動公園」と併記して掲載した）との指摘があり、サウンドハウスからの申し入れにより、契約期間を3年残して2011年3月31日をもって契約が解除（更新打ち切り）されることとなった。このため、同年4月1日から元の正式名「中台運動公園」に戻した。
2022年7月28日、成田市内に本社を置く住宅建設会社ハウジング重兵衛が命名権を取得。愛称を「重兵衛スポーツフィールド中台」とした。期間は2022年10月1日より2032年9月30日までの10年契約。使用開始から概ね1年間は正式名称「中台運動公園」との併記を行うことも決められた。

## 施設
「」内はサウンドハウスの命名権によって導入された愛称であるが、上述のとおり2011年3月で契約更新を打ち切られた。2022年10月1日からは各施設とも「重兵衛スポーツフィールド中台○○（施設名）」としている。
- 陸上競技場「プレイテック・スタジアム」（日本陸上競技連盟第2種公認陸上競技場、ナイター設備有）
  - 日本女子サッカーリーグ（なでしこリーグ）ジェフユナイテッド市原・千葉レディースの試合会場として使用される
- 野球場「ネットハウス・ボールパーク」（ナイター設備有、硬式野球不可）
- 体育館「フィットネスハウス・アリーナ」
  - 卓球室
  - トレーニング室
  - 柔道場
  - 剣道場
  - 弓道場
  - 会議室
- 球技場
- テニスコート（ナイター設備有、全天候型）
- プール「ファニチャーハウス・ウォーターパーク」（全天候型）
- 相撲場「大和相撲道場」

## 沿革
- 1968年（昭和43年） - 都市計画決定。
- 1973年（昭和48年） - 中台運動公園オープン。中台球場開場。
- 1983年（昭和58年） - 陸上競技場開場。
- 1984年（昭和59年） - 成田市体育館開館。
- 1988年（昭和63年）12月 - 相撲場完成[3]。
- 2009年（平成21年）4月1日 - 命名権を導入。「サウンドハウス・スポーツセンター」に名称変更。期間は5年間。
- 2011年（平成23年）4月1日 - 前述の命名権解除の為、再び「中台運動公園」に名称が戻される。
- 2022年（令和4年）10月1日 - 命名権を再導入。愛称を「重兵衛スポーツフィールド中台」とする。期間は10年間。

## アクセス
- 成田駅（JR東日本）下車、徒歩約10分
- 京成成田駅（京成電鉄）下車、徒歩約15分
- 千葉交通バス「運動公園」「成田職業安定所前」「体育館入口」下車、徒歩すぐ
- 東関東自動車道・成田IC

#### 広報資料など一次資料
1. ↑  中台運動公園命名権 - 成田市 Archived 2009年3月14日, at the Wayback Machine.